# イスマエル・サンバダ・ガルシア
イスマエル・マリオ・サンバダ・ガルシア（スペイン語: Ismael Mario Zambada García、1948年1月1日 - ）は、メキシコの麻薬カルテル「シナロア・カルテル」の最高幹部。麻薬王、エル・マヨ(El Mayo)の異名を持つ。

## 経歴

### 幼少期
イスマエル・サンバダ・ガルシア(通称:エル・マヨ)は1948年1月1日にメキシコ合衆国シナロア州クリアカン、エル・アルモにて生まれた。兄弟姉妹にはアゲダ・ザンバダ・ガルシア、ジーサス・サンバダ、ヘスス・サンバダなどがいる。

### 麻薬密売人として
若い頃のイスマエル・サンバダについて分かっていることは少ない。シナロア・カルテルを結成する前は独立した麻薬密売人であり、コロンビアの麻薬犯罪組織との関係を持ちながら、1970年代に設立された麻薬カルテルであるフアレス・カルテルのリーダーを務めたビセンテ・カリージョ・フエンテス(通称:エル・ヴィセロイ)と緊密に連携してきた。

### シナロア・カルテルの創設
転機が訪れたのは1989年のことであった。グアダラハラ・カルテルの創設者でありメキシコの麻薬王と称された大物麻薬密売人のミゲル・アンヘル・フェリックス・ガヤルドがメキシコ連邦警察によって逮捕された。ミゲル・アンヘル・フェリックス・ガヤルドが逮捕されたことによって彼が指揮していたグアダラハラ・カルテルは2つの派閥に分裂を起こした。一つ目の派閥はガヤルドの甥や後継者が指導力を引き継いだティファナ・カルテルを創設したアレジャノ・フェリックス兄弟(兄:ベンジャミン・アレジャノ・フェリックスと弟:ラモン・アレジャノ・フェリックス)で、もう一つの派閥はグアダラハラ・カルテルのNo.2の地位にあり副リーダーを務めたエクトル・ルイス・パルマ・サラザール(通称:エル・グエロ・パルマ/シナロア・カルテルの創設者の一人)が率いるシナロア・カルテルであった。共同創設者には麻薬王と称されているホアキン・グスマン(エル・チャポ)、イスマエル・サンバダ(エル・マヨ)などがいた。
2016年1月8日に共同創設者にしてパートナーであったホアキン・グスマンがメキシコ海兵隊によって逮捕され、アメリカに移送されると、イスマエル・サンバダはホアキン・グスマンの後継者としてシナロア・カルテルの実権を握っているとされている。2023年現在では、シナロア・カルテルのリーダーとして、イスマエルの息子やホアキン・グスマンの息子たちと共にシナロア・カルテルを運営している。

## 指名手配
イスマエル・サンバダ(エル・マヨ)はメキシコ当局による逮捕を回避することに非常に熟練していることが知られていた。これはメキシコ政府とシナロア州の地元住民との深いつながりのおかげで、彼は刑務所の内部を見ることなく麻薬密売ビジネスに40年以上続けていた。
2004年にアメリカ政府はイスマエル・サンバダ(エル・マヨ)の逮捕につながるあらゆる情報に対して500万ドルの懸賞金を提示した。また、2021年には米国当局はこの数字を1,500万ドルに引き上げると発表した。
メキシコ政府によるとイスマエル・サンバダ(エル・マヨ)は、シナロア州、デュランゴ州、チワワ州を結ぶゴールデン・トライアングルとして知られる山岳地帯の隠れ家に潜伏している可能性があるとしていた。シナロア州はイスマイル・サンバダ率いるシナロア・カルテルの本拠地が置かれており、イスマエル・サンバダは自身の警護のために私兵部隊を設置し、メキシコ軍や連邦警察の活動を監視している。また、シナロア州に住む多くの住民にメキシコ政府の監視を呼びかけている。

## 逮捕
2024年7月25日、アメリカ司法省はホアキン・グスマンの息子ロペスと共にイスマエル・サンバダを逮捕したと発表した。また、ロイター通信によると、7月25日にプロペラ機が1機、許可を得ずに米・メキシコ国境を越えようと飛行を続けていた。米国の捜査員たちはアメリカ合衆国テキサス州エルパソ近郊の小さな空港に急行、同機の到着を待ち構えて乗っていたメキシコ麻薬組織の中心人物である2人の男を逮捕した。麻薬組織シナロア・カルテルの中心人物だった「エル・チャポ」ことホアキン・グスマン受刑者の息子は、着陸後、自首することに決めていた。だが、もう１人の乗客、伝説的な麻薬組織幹部である76歳の「エル・マヨ」ことイスマエル・サンバダにその意志はなく、件の飛行機に乗り込んだのは年下の仲間にだまされた結果だった。事情に詳しい米当局者2人と元当局者2人が明らかにした。情報提供者によれば、サンバダ容疑者逮捕に至るまでに、米当局と「エル・チャポ」の息子ホアキン・グスマン・ロペス容疑者との間では、今回の自首に関して長期にわたる交渉があったという。だが米当局者の多くはグスマン・ロペス容疑者が自首するという期待を捨てており、直前になって同容疑者が「サンバダ容疑者を連れて米国に向かう」というメッセージを送ってきたときは慌てふためいたという。米当局は40年にわたり、サンバダを追跡していた。 米当局者の1人は、今回の逮捕について公式に発言する権限がないという理由で匿名を希望しつつ、「『エル・マヨ』を逮捕できたのは望外の喜びだった」と語る。「まったく想定していなかった」
米当局者2人、元当局者1人によれば、グスマン・ロペス容疑者は「メキシコ北部の不動産を見に行く」という口実でサンバダ容疑者を機上に誘ったという。
取材に応じた5人目の米当局者によれば、今回の逮捕を実行した米連邦捜査局（ＦＢＩ）と国土安全保障捜査局（ＨＳＩ）は、地元エルパソ支局から捜査員を急行させ、自家用機が着陸するぎりぎりのタイミングで空港に到着したという。この当局者は逮捕について、それ以上の詳細については明らかにしていない。エルパソ近郊にあるドナ・アナ郡国際空港の職員の１人は、7月25日の午後、ビーチクラフト・キングエア機が、連邦当局の捜査員が待機する滑走路に着陸するのを目撃した、とロイターに語った。

## フリオ・シェラー・ガルシアのインタビュー
2010年4月4日にメキシコ人ジャーナリストのフリオ・シェラー・ガルシアによるメイヨ・ザンバダへのインタビューが週刊プロセソNo. 1744に掲載された。このインタビューの中で、彼は自分の私生活について発言し、メキシコにおける麻薬密売との戦いについて自分の意見を述べています。その出版物の表紙には、ザンバダがシェーラーを抱きしめているように見える。
フリオ・シェラーがイスマエルに息子のビセンティージョとアメリカでの裁判について尋ねると、彼はこう答えた。
「彼は私の長子で、5人兄弟の最初の子です。私は彼を『ミルジョ』と呼んでいます。彼は私の相棒でもあります。」彼女は今でも彼のために泣いていると打ち明け、その話題についてはもう話さないでほしいと頼んだ。-そしてインタビューを続けて彼はこう付け加えた：「私には妻、5人の妻、15人の孫、そして1人の曾孫がいます。6人全員がここの牧場にいます。彼らも私と同じ山の娘です。山は私の家です」 、私の家族、私の保護、私の土地、私が飲む水、土地は常に良いものです。—イスマエル・サンバダ・ガルシア
インタビューの最後の部分で、フリオ・シェラーが麻薬密売との戦いについてボスに質問したとき、ザンバダは、仮説的な状況を通してこの主題についての彼自身の概念を例示した。
 「ある日、私は政府に自分を引き渡して、政府が私を「撃つ」ことができるようにすることに決めました（原文どおり）。私の事件は模範的であり、皆への教訓でなければなりません。彼らは私を撃ち、幸福感が湧き起こります。しかし数日後、私たちはやって来ます。何も変わっていないことを知るために。」[...] 「麻薬問題には何百万人もの人々が関わっています。どうすれば彼らをコントロールできるでしょうか？閉じ込められたカポス、死亡したり引き渡されたカポスに関しては、彼らの代わりはすでに存在しています。」[...] 「麻薬密売は汚職のように社会に根付いています。」[...]
—イスマエル・サンバダ・ガルシア
彼は4回メキシコ軍に親近感を覚えたこと、逮捕され収監されることを常に恐れながら暮らしていることを告白し、捕まれば自ら命を絶つ可能性があると表明した。